# Parola (frazione)
Parola è una frazione di 965 abitanti, divisa in tre comuni: a est del torrente Parola, Fontanellato a nord della via Emilia e Noceto a sud; a ovest del torrente Parola, Fidenza.
La località dista 5,82 km da Fontanellato, 3,59 km da Fidenza e 6,76 km da Noceto.

## Geografia fisica
Il borgo sorge in posizione pianeggiante alla quota di 73 m s.l.m., estendendosi prevalentemente sulla sponda destra del torrente Parola che la attraversa da sud a nord.

## Storia
Parola fu menzionata per la prima volta nell'894 in un diploma del re d'Italia Arnolfo di Carinzia, in quanto collocata sul confine occidentale dei possedimenti del Capitolo della Cattedrale di Parma, acquisiti dal vescovo Guibodo. Nel 923 la regina Ageltrude, vedova dell'imperatore del Sacro Romano Impero Guido II di Spoleto, donò le terre che possedeva nella zona al Capitolo.
Nel 1077 il re d'Italia Enrico IV di Franconia investì Ugo e Folco I d'Este di numerosi feudi nel Nord Italia, tra cui nel Parmense parte dei territori di Soragna, Parola, Borgo San Donnino e Noceto, che nel 1097 furono assegnati a Folco in seguito alla divisione tra i due fratelli. Verso il 1124 il marchese Oberto I Pallavicino, detto "Pelavicino", probabilmente grazie a una permuta o a un accordo con l'Estense, rimase l'unico feudatario di quelle terre. Nel 1145 Oberto cedette tutte le corti che possedeva nel Parmense al Comune di Piacenza, che lo investì di quei feudi in cambio del giuramento di vassallaggio.
Nel 1189 l'imperatore Federico Barbarossa investì il marchese Oberto I Pallavicino di numerosi feudi tra il Parmense e il Piacentino, tra cui Parola.
Nel 1198, probabilmente per motivi ereditari, Soragna, Fontanellato e Parola furono assegnate a Guido I Lupi, capostipite della casata.
Nel 1227 il podestà di Parma Torello de Strada avviò i lavori di costruzione, in prossimità della via Emilia e del torrente Parola, di un grande castello, noto come Castel Torello, allo scopo di placare le mire indipendentiste dei borghigiani, più volte ribellatisi all'autorità parmigiana.
Nel 1249 l'imperatore Federico II di Svevia investì il suo condottiero Oberto II Pallavicino di numerosi feudi del Parmense, tra cui Parola. Nel 1267 le truppe parmigiane attaccarono il maniero di Parola, espugnandolo al termine di un'aspra battaglia.
Nel 1297 il Comune di Parma decretò di non ricostruire più il castello, ormai in rovina. Ciò nonostante, la fortezza fu successivamente riedificata dai Pallavicino; nel 1325 il condottiero Rolando de' Rossi, alla guida dell'esercito guelfo parmigiano, prima di attaccare Borgo San Donnino diede alle fiamme il castello di Parola, difeso inutilmente da Manfredino Pallavicino; durante gli scontri il borgo di Soragna fu depredato e, per ricompensare i Lupi, il papa Giovanni XXII assegnò loro i feudi pallaviciniani di Parola, Castellina e Corte Redalda; l'anno seguente, tuttavia, l'imperatore Ludovico il Bavaro confermò le antiche investiture al marchese Manfredino.
Alla morte del Marchese nel 1348, il feudo di Parola fu ereditato dal figlio Donnino Pallavicino, unitamente alle terre di Zibello, Ravarano, Casola, Monte Palerio, Sant'Ilario Baganza e Cella.
Nel 1366 l'imperatore Carlo IV di Lussemburgo confermò senza effetti l'investitura su Parola, oltre che su Soragna, a Bonifacio e Raimondino Lupi.
Nel 1395 l'imperatore Venceslao di Lussemburgo diede conferma a Niccolò Pallavicino dei diritti feudali su numerosi feudi del Parmense, tra cui Parola.
Nel 1474 i parmigiani e i borghigiani avviarono i lavori di costruzione del ponte della via Emilia sul torrente Parola; quattro anni dopo gli Anziani del Comune di Parma chiesero al duca di Milano Gian Galeazzo Maria Sforza di costringere i fidentini e gli altri abitanti della zona a contribuire economicamente alla spesa di completamento dell'opera.
In seguito la zona perse il ruolo strategico mantenuto in epoca medievale, ma continuò a costituire il confine tra i territori gestiti dalla diocesi di Parma e da quella di Borgo San Donnino, creata nel 1601.

## Monumenti e luoghi d'interesse

### Chiesa di Santa Caterina

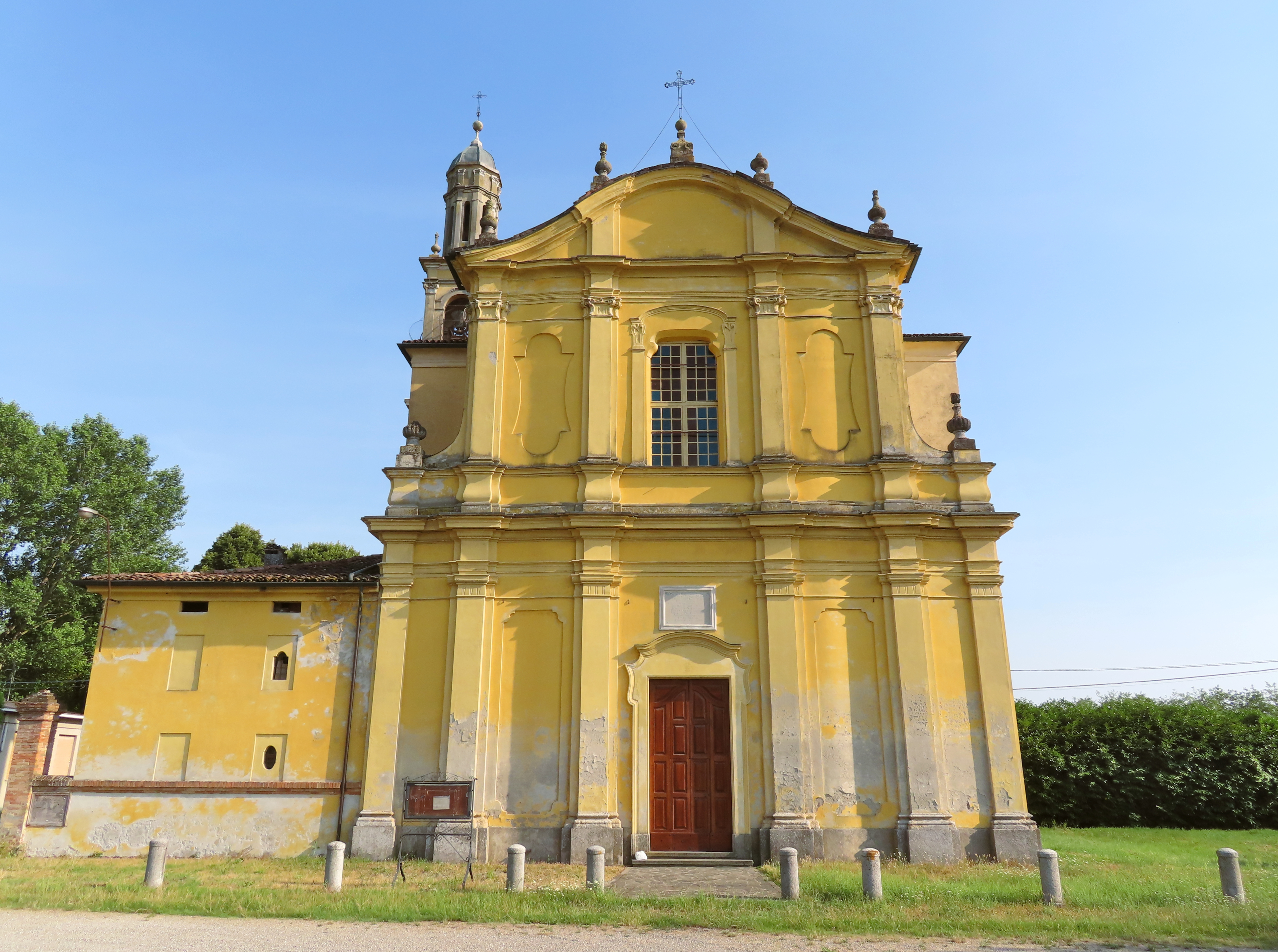
Chiesa di Santa Caterina

Edificata originariamente agli inizi del XIV secolo, la piccola chiesa fu menzionata per la prima volta nel 1347, quando fu elevata a sede di parrocchia autonoma; aggregata nel 1601 alla nuova diocesi di Borgo San Donnino, fu completamente ricostruita tra il 1741 e il 1749 in stile barocco inglobando l'antica cappella romanica, contenente una venerata immagine quattrocentesca di Santa Caterina; al suo interno si trovano vari dipinti di pregio.

### Castello
Edificato a partire dal 1227 per volere del podestà di Parma Torello de Strada, il grande castello fu assegnato nel 1249 a Oberto II Pallavicino e distrutto nel 1267 dalle truppe parmigiane; ricostruito negli anni seguenti dai Pallavicino, nel 1325 fu dato alle fiamme da Rolando de' Rossi; caduto poi in rovina, se ne conservavano ancora alcuni ruderi nella prima metà del XVIII secolo, successivamente scomparsi.